# Campeonato Paulista 2006
In 2006 werd het 105de Campeonato Paulista gespeeld voor voetbalclubs uit de Braziliaanse staat São Paulo. De competitie werd georganiseerd door de FPF en werd gespeeld van 11 januari tot 9 april. Santos werd kampioen. 

## Eindstand
| Plaats | Club                | Wed. | W  | G | V  | Saldo | Ptn. |
| ------ | ------------------- | ---- | -- | - | -- | ----- | ---- |
| 1.     | Santos              | 19   | 14 | 1 | 4  | 33:19 | 43   |
| 2.     | São Paulo           | 19   | 13 | 3 | 3  | 46:21 | 42   |
| 3.     | Palmeiras           | 19   | 11 | 3 | 5  | 37:28 | 36   |
| 4.     | Noroeste            | 19   | 10 | 4 | 5  | 34:26 | 34   |
| 5.     | São Caetano         | 19   | 9  | 5 | 5  | 26:23 | 32   |
| 6.     | Corinthians         | 19   | 9  | 4 | 6  | 43:24 | 31   |
| 7.     | Rio Branco          | 19   | 9  | 3 | 7  | 34:28 | 30   |
| 8.     | Juventus            | 19   | 8  | 3 | 8  | 31:28 | 27   |
| 9.     | Ituano              | 19   | 7  | 6 | 6  | 27:23 | 27   |
| 10.    | América             | 19   | 8  | 1 | 10 | 25:30 | 25   |
| 11.    | São Bento           | 19   | 7  | 4 | 8  | 23:27 | 25   |
| 12.    | Paulista            | 19   | 7  | 4 | 8  | 28:33 | 25   |
| 13.    | Ponte Preta         | 19   | 6  | 7 | 6  | 24:24 | 25   |
| 14.    | Bragantino          | 19   | 6  | 6 | 7  | 24:26 | 24   |
| 14.    | Santo André         | 19   | 6  | 3 | 10 | 26:38 | 21   |
| 16.    | Marília             | 19   | 5  | 5 | 9  | 25:34 | 20   |
| 17.    | Guarani             | 19   | 4  | 7 | 8  | 24:31 | 19   |
| 18.    | Portuguesa          | 19   | 5  | 3 | 11 | 21:30 | 18   |
| 19.    | Portuguesa Santista | 19   | 5  | 2 | 12 | 22:38 | 17   |
| 20.    | Mogi Mirim          | 19   | 2  | 4 | 13 | 18:40 | 10   |

|  | Kampioen                 |
|  | Degradatie naar Série A2 |

## Topschutters
| Plaats | Naam            | Club        | Goals |
| ------ | --------------- | ----------- | ----- |
| 1      | Nilmar          | Corinthians | 18    |
| 2      | Thiago Ribeiro  | São Paulo   | 10    |
| 3      | Marcos Aurélio  | Bragantino  | 9     |
| 3      | Fabiano Gadelha | Rio Branco  | 9     |
| 3      | Nunes           | Rio Branco  | 9     |

## Kampioen
| Campeonato Paulista de 2006 |
| São Paulo                   |
| --------------------------- |
| SANTOS Kampioen (16° titel) |